# 410.
◄ | 4. stoljeće | 5. stoljeće | 6. stoljeće | ►
◄ | 380-ih | 390-ih | 400-ih | 410-ih | 420-ih | 430-ih | 440-ih | ►
◄◄ | ◄ | 407. | 408. | 409. | 410. | 411. | 412. | 413. | ► | ►►
Astronomija • Književnost • Kršćanstvo • Pravo • Promet

## Događaji
- Vizigoti su opsjeli, a potom osvojili i opljačkali Rim.

## Vanjske poveznice
|  | Zajednički poslužitelj ima još gradiva o temi 410. |